# Règul de Senlis
Règul de Senlis, en francès Rieul (segona meitat del segle IV - Senlis, primera meitat del segle V), és un religiós tardorromà, evangelitzador de la zona de Senlis (Oise) i primer bisbe d'aquesta ciutat. És venerat com a sant per diverses confessions cristianes. Venerat des d'antic com a sant, fou canonitzat i la seva festivitat se celebra el 30 de març. Les relíquies es conserven a la catedral de Senlis i foren analitzades el 1999 mitjançant la tècnica de datació per carboni 14. Un metacarpià va permetre arribar a la conclusió que hi havia un 65% de probabilitat que la persona hagués mort entre 320 i 445 (enfront del 12% de probabilitat per al període 260-320 i el 20% per al període 445-535). Si aquest és realment el cos de Règul, caldria retardar la data de l'evangelització de la regió a Senlis al segle iv. Aquesta data és molt més probable que la del segle iii, massa avançada per a la regió i època suposada que va viure Règul d'Arle. De fet, sabem per les excavacions de John Smith al temple pagà gal·loromà del bosc d'Halatte, prop de Senlis, que seguia essent molt actiu en el segle iii, i que va ser brutalment destruït vers 385- 390. Llavors, després d'un període de reactivació del culte, relacionat amb el manteniment del paganisme (les granotes Sant Rieul?), va ser finalment abandonat vers 400-425.

## Hagiografia
No se'n sap gran cosa. Podria haver acompanyat Dionís de París i Llucià de Beauvais i s'encarregà de cristianitzar la regió de Senlis, actualment al departament de l'Oise. Organitzà la diòcesi i fou el primer bisbe de Senlis durant més de quaranta anys. Gérard de Nerval, en la seva obra Promenades et souvenirs (1854), evoca una llegenda explicada encara quan ell era petit: prop de Rully (Oise), una multitud es va reunir per escoltar les paraules de sant Règul; les granotes d'un estany proper (la font de l'Aunette) van començar a fer un concert de gralls, que no deixava que se sentís la veu del sant. Llavors, amb un gest, Règul va fer-les callar: totes les granotes van quedar mudes, llevat d'una.

## Confusió amb Règul d'Arle
De vegades es confon el sant de Senlis amb l'homònim Sant Règul d'Arle. Sobre aquesta qüestió, els historiadors estan dividits: alguns, com Rosenlis, diuen que Règul era bisbe d'Arle i va morir a Senlis; altres, com la Societat dels Bolandistes, consideren que hi ha dos sants, un que fou bisbe d'Arle i un altre que fou bisbe de Senlis. L'historiador Claude Carlier, troba fins i tot en l'existència de relíquies en dos llocs diferents, Arle i Senlis, una prova irrefutable, que el bisbe d'Arle i el bisbe de Senlis, són dues persones diferents. No obstant això, cal considerar que moltes relíquies del mateix sant estan sovint disperses i, per tant, no és una prova vàlida.